# Teatro romano de Pollentia
El teatro romano de Alcudia o teatro romano de Pollentia fue un teatro romano construido a finales del siglo I en las afueras de la ciudad romana de Pollentia (la actual Alcudia, en la isla de Mallorca, España). El teatro conserva restos de sus tres elementos básicos: las gradas (cavea), la orquesta semicircular (dedicada a acoger a los espectadores "VIP") y el escenario (scaena). El aforo era aproximadamente de unos 2.500 espectadores. El diámetro de este teatro es de unos 35 a 40 metros.

## Descripción
Presenta la particularidad de aprovechar una pequeña colina como hacían los griegos y no construirse mediante la superposición de bóvedas de hormigón como hacían los arquitectos romanos. Tal vez presentaría un velum para preservar el público del sol o de la lluvia, que es firme en los extremos altos de la grada.
Conserva seis filas de las gradas y parte de los asientos más cercanos al escenario (llamado proedria), que tienen planta semicircular. En el teatro romano de Pollentia la zona destinada al público consta de tres partes: La más próxima al escenario era la prima cavea, más arriba estaba la media cavea y en la parte superior del teatro la parte llamada summa cavea. Los espectadores que tenían un cargo público o eran militares se sentaban normalmente en la prima cavea. Los altos magistrados y notables se sentaban en la orquesta, también conservada, una zona justo delante del escenario, entre éste y las gradas, que los teatros griegos acogía el coro. En general, en los teatros romanos las diferentes zonas del público correspondían a posiciones sociales diferentes, más poderosas cuanto más cerca del escenario estuvieran.
El teatro griego de Alcudia conserva también el escenario, que es de tipo rectangular y que, como las gradas, aprovecha la roca de la colina en su construcción. Se encontraba un poco más elevado que la orquesta. Consta de un Proscenium con cinco agujeros para encajar pilares de madera. En la parte posterior, este escenario seguramente tuvo un muro de madera, aunque en otros teatros este scaena frons iba ricamente decorado con mármoles, columnas y estatuas.

## Otros usos
El teatro romano de Alcudia ejerció la función que le es propia, acoger representaciones teatrales, del siglo I al siglo III, momento en el que este espacio perdió su valor y fue utilizado como necrópolis de Pollentia. En esta época como necrópolis se excavaron tumbas trapezoidales tanto en el escenario como en las gradas.